# Dancing Queen (série de televisão)
Dancing Queen é uma série de televisão documental que conta com Alyssa Edwards, programada para estrear na Netflix em 5 de outubro de 2018.